# Jusqu'au bout de la vengeance
Pour plus de détails, voir Fiche technique et Distribution.
Jusqu'au bout de la violence (The Animals) est un western américain sorti en 1971, réalisé par Ron Joy,.

## Synopsis
Enlevée et violée par une bande de voleurs, une jeune institutrice, Alice, est sauvée par un Apache, Chato. Il la soigne et lui apprend à tirer au fusil et à monter à cheval. Il traque ses agresseurs et la laisse les tuer un par un. Mais ils ne sont pas seuls à les poursuivre : un shérif mène une troupe d'hommes sur les traces des agresseurs. Lorsqu'elle tue enfin le dernier agresseur, elle est sous le choc. La troupe arrive alors et extermine l'Apache, le prenant pour l'un des agresseurs de la jeune femme. Le film se termine par l'arrivée d'une troupe d'Apaches qui encercle la troupe des adjoints du shérif,.

## Fiche technique
- Titres français : Jusqu'au bout de la vengeance ou Les Cinq Visages de la vengeance[4], La Vengeance de l'Apache [4], Le Long Chemin de la vengeance[4]
- Titre original anglais : The Animals
  - Titres alternatifs anglais : Five Savage Men[5], Apache Vengeance[4],[6], The Desperadoes[4]
- Réalisation : Ron Joy
- Scénario : Richard Bakalyan[2]
- Genre : western
- Musique : Rupert Holmes
- Production : Richard Bakalyan et Norman Cole pour XYZ Productions
- Photographie : Keith Smith[1]
- Format d'image : Techniscope et Technicolor[1]
- Effets spéciaux  : Logan Frazee
- Costumes : James Reva, Frank Tauss
- Maquillage : Peter R.J. Deyell
- Montage: Pier Laskey[7]
- Durée : 86 min
- Pays de production :  États-Unis
- Langue originale : anglais américain
- Dates de sortie :
  - États-Unis : 27 octobre 1971 (Chicago, première)[5]
  - France : 27 septembre 1972 (inédit à Paris, distribué en Alsace)[4]

## Distribution
- Michele Carey : Alice McAndrew
- Henry Silva : Chato
- Keenan Wynn : Pudge Elliott
- John Anderson : shérif Allan Pierce
- Joe Turkel : Peyote
- Pepper Martin : Jamie
- Bobby Hall : Cat Norman
- Peter Hellman : Karl
- William Bryant : shérif Martin Lord
- Peggy Stewart : Mme Emily Perkins
- John Dennis (it) : homme du shérif
- Michael Carr : adjoint du shérif
- Jack Wade Cox : homme du shérif
- Bryan West : homme du shérif
- Donna Kern : Samantha
- Steve 'Bunker' de France : adjoint du shérif de Tucson
- Fred Clark : conducteur de la diligence
- Dean Casper : Reno Parks
- Henry Kendrick : George Akerson
- Bob Hardy : Nate Gardener
- Francesca Jarvis : Kitsy Morgan
- Les Hoyle : guide
- Neil Summers : Charlie Boggs
- Mike Cooper : garde avec carabine

## Critiques
Il est commun de souligner la violence du récit, comme dans le journal argentin Crónica: 
« Hay escenas de gran violencia envueltas por un clima de excitación. »
— Crónica, 7 janvier 1973, p. 16
        
« Il y a des scènes de grande violence entourées d'un climat d'excitation »
.
De même, le journal du parti communiste italien l'Unità :
« La catena della violenza, tuttavia, non si arresterà a vendetta compiuta, e Alice finirà per impazzire. Il film a colori di Ron Joy (i cui dialoghi didascalici e superflui sono soltanto risibili), nella sua sostanziale ambiguità e incertezza formale, non sembra orientare lo spettatore verso un significato possibile, e il discorso sulla violenza si spegne proprio sulle gratuite morti violente dei protagonisti. »
— l'Unità, 7 mai 1972, p. 9
        
« Le cycle de la violence ne s'arrête cependant pas une fois la vengeance accomplie, et Alice finit par devenir folle. Le film en couleur de Ron Joy (dont les dialogues didactiques et superflus sont risibles), dans son ambiguïté intrinsèque et son incertitude formelle, ne semble pas guider le spectateur vers un sens possible, et le débat sur la violence s'achève précisément avec la mort violente et gratuite des protagonistes. »
Dans l'ensemble, cette violence est mal gérée, selon Leslie Halliwell : 
« Notably grim and violent Western, made with no sense of styleor period and overweighted by the heavy irony of its climax. »
— Halliwell's film guide 2004, p. 34
        
« Un western particulièrement sombre et violent, réalisé sans aucun sens du style ni de l'époque et surchargé par la lourde ironie de son point culminant. »